# June Mathis
June Mathis, właśc. June Belulah Hudges (ur. styczeń 1887 lub 1889 w Leadville w Kolorado, zm. 26 lipca 1927 w Nowym Jorku) – amerykańska producentka, scenarzystka, reżyserka filmowa epoki kina niemego. Autorka lub współautorka scenariuszy do ponad setki filmów.

## Życiorys
Urodziła się w Leadville w Kolorado jako June Belulah Hudges. Nazwisko Mathis przyjęła po drugim mężu swojej matki. Od 13 roku życia występowała w wodewilach. W 1902 r. zadebiutowała na Broadwayu w sztuce Whose Baby are You? Kiedy w 1915 r. jej matka została wdową, Mathis zdecydowała się podjąć pracy jako scenarzystka i tym zawodem zarobić na swoje i jej utrzymanie. W 1918 r. wyjechała do Hollywood, aby pracować dla wytwórni Metro, gdzie otrzymała stanowisko szefowej działu scenariuszy. Była pierwszą kobietą, piastującą tak wysokie stanowisko w wytwórni. W latach 1921–1922 pracowała dla wytwórni Famous Players, a następnie przeszła do wytwórni Goldwyn (później część Metro-Goldwyn-Mayer), gdzie kierowała działem scenariuszy, otrzymując dużą niezależność i bardzo wysoką pensję. W  kwietniu 1923 r. czasopismo Photoplay ogłosiło ją najpotężniejszą kobietą przemysłu filmowego.
Zasłynęła odkryciem Rudolpha Valentino, któremu w 1921 r. powierzyła rolę w filmie Czterech jeźdźców Apokalipsy i którego karierą kierowała, budując jego wizerunek amanta. Choć jej przyjaźń z Valentino skończyła się pod wpływem żony aktora, Natachy Rambovej i oboje nie rozmawiali ze sobą od 1924 r., to jednak po jego śmierci Mathis zorganizowała dla niego pochówek w swoim rodzinnym grobowcu.
W 1924 r. wyszła za Sylvano Balboni, włoskiego operatora filmowego.
Pracując w Goldwyn zainicjowała stworzenie filmowej adaptacji Ben Hura, zapewniła też sobie możliwość pracy przy tym scenariuszu. Uznała, że film powinien być kręcony we Włoszech, wyjechała tam więc z dużą ekipą i sporym ładunkiem sprzętu. Kilkumiesięczny pobyt ekipy filmowej tamże był bardzo kosztowny lecz bezowocny – włoscy filmowcy nie mieli odpowiednich umiejętności do nakręcenia tego filmu, a pozyskane zdjęcia były bardzo słabe. Mathis, większość jej aktorów i ekipy, zostali odsunięci od projektu. Ben Hura dokończono już w Los Angeles. Trudno powiedzieć, na ile korzystano przy tym z oryginalnego scenariusza Mathis.
W 1924 r. wyszła za Sylvano Balboni, włoskiego operatora filmowego, którego poznała na planie Ben Hura.
W latach 1925–1926 pracowała w wytwórni First National. W prasowym plebiscycie z 1926 r. ogłoszona trzecią najbardziej wpływową kobietą w Hollywood. W 1926 r. premierę miał jej film The Greater Glory. Zaplanowany był jako epicki obraz z czasów I wojny światowej, jednak wersja przedstawiona publiczności została tak drastycznie skrócona, że była trudna do zrozumienia przez widownię.
Zmarła na serce 26 lipca 1927 r., podczas oglądania ostatniego aktu sztuki The Squall w nowojorskim teatrze 48th Street Theatre. Jej ostatnimi słowami był okrzyk "Mamo, umieram", skierowany do towarzyszącej jej babci, Emily Hawkes.

## Wybrana filmografia

### Scenariusz
- God’s Half Acre (reż. Edwin Carewe, 1916)
- Blue Jeans (reż. John H. Collins, 1917)
- Oko za oko (reż. Albert Capellani, 1918)
- Czterech jeźdźców Apokalipsy (reż. Rex Ingram, 1921)
- Krew na piasku (reż. Fred Niblo, 1922)
- Turn to the Right (reż. Rex Ingram, 1922)
- Młody radża (reż. Philip Rosen, 1922)
- Classified (reż. Alfred Santell, 1925)
- The Greater Glory (reż. Curt Rehfeld, 1926)[1]